# Nokia 6.1

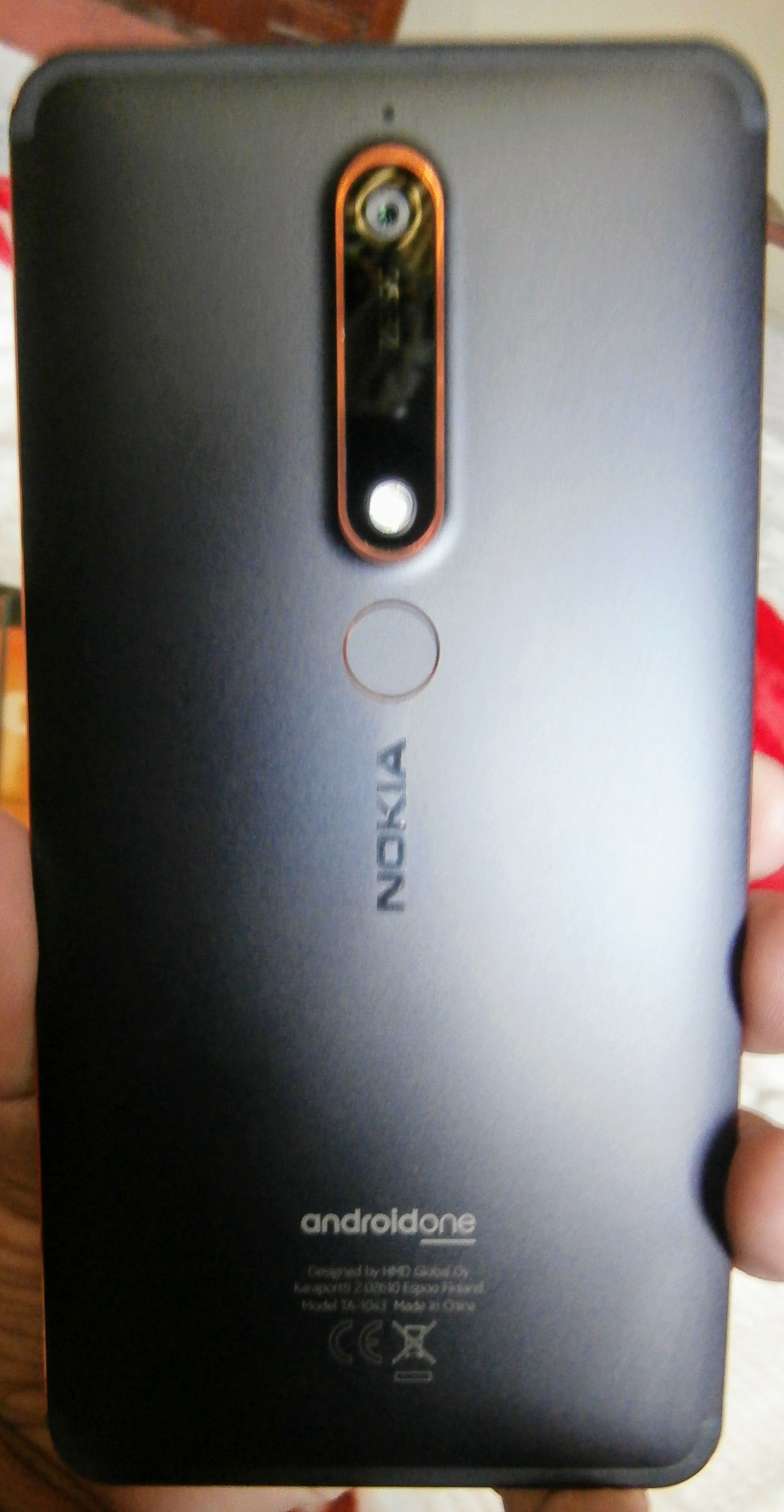
Retro del Nokia 6.1

Il Nokia 6.1 è uno smartphone del 2018 a marchio Nokia sviluppato da HMD Global, successore del Nokia 6 e predecessore del Nokia 6.2.

## Caratteristiche tecniche

### Hardware
Il Nokia 6.1 è uno smartphone con form factor di tipo slate, le cui dimensioni sono di 148.8 x 75.8 x 8.2 millimetri e pesa 172 grammi.
Il dispositivo è dotato di connettività GSM, HSPA, EV-DO, LTE, di Wi-Fi 802.11 a/b/g/n/ac con supporto a hotspot e Wi-Fi Direct, di Bluetooth 5.0 con A2DP ed LE, di GPS con A-GPS, BDS e GLONASS, di NFC e di radio FM RDS. Ha una porta microUSB 2.0 di tipo C 1.0 ed un ingresso per jack audio da 3.5 mm.
Il Nokia 6.1 è dotato di schermo touchscreen capacitivo da 5,5 pollici di diagonale, di tipo IPS LCD con aspect ratio 16:9 e risoluzione Full HD 1080 x 1920 pixel (densità di 403 pixel per pollice). Lo schermo è protetto da un Gorilla Glass 3. Il frame laterale è in alluminio serie 6000, il retro in alluminio.
La batteria agli ioni di litio da 3000 mAh non è removibile dall'utente. Supporta la ricarica rapida a 18 W.
Il chipset è uno Snapdragon 630. La memoria interna, di tipo eMMC 5.1, è di 32/64 GB, espandibile con microSD, mentre la RAM è di 3/4 GB.
La fotocamera posteriore ha un sensore da 16 megapixel con apertura f/2.0, dotata di autofocus, HDR, ottiche Zeiss e doppio flash LED dual-tone, con registrazione video 4K a 30 fps, mentre la fotocamera anteriore è da 8 megapixel con apertura f/2.0, con registrazione video Full HD a 30 fps.

### Software
Il sistema operativo è Android, in versione Android 8.1 Oreo, con Android One, aggiornabile fino ad Android 10.

## Commercializzazione
Il dispositivo è stato rilasciato a maggio 2018, ed è dual SIM.

## Varianti
Il Nokia 6.1 Plus, venduto in Cina come Nokia X6, è una variante del Nokia 6.1 commercializzata ad agosto 2018. Differisce dal Nokia 6.1 principalmente per lo schermo (5,8" Full HD+ e bordi ridotti), per il chipset (Snapdragon 636), per la presenza di un secondo sensore posteriore, da 5 megapixel e di profondità, per la fotocamera anteriore da 16 megapixel e per la batteria leggermente maggiorata (3060 mAh) e con supporto alla QuickCharge 3.0.